# Literaturjahr 1770
Liste der Literaturjahre

◄◄ | ◄ | 1766 | 1767 | 1768 | 1769 | Literaturjahr 1770 | 1771 | 1772 | 1773 | 1774 | ►►

Weitere Ereignisse

## Ereignisse

### Politische Ereignisse
- September: In Dänemark wird durch Kabinettssekretär Johann Friedrich Struensee die unbeschränkte Preßfreiheit eingeführt.

### Drama
- 13. Januar: Das Drama Les deux amis von Pierre-Augustin Caron de Beaumarchais hat seine Uraufführung an der Comédie-Française mit Préville in der Hauptrolle. Wie schon das Vorgängerstück Eugénie wird es von der Kritik zerrissen.

### Wissenschaftliche Werke

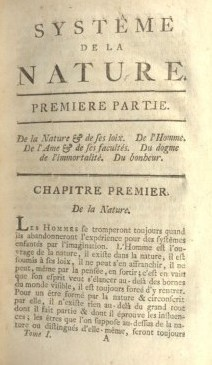
Erste Seite der Système de la Nature

- Anfang des Jahres: Der französische Aufklärer und Enzyklopädist Paul Henri Thiry d’Holbach veröffentlicht in den Niederlanden bei Marc-Michel Rey das philosophische Werk Système de la Nature ou Des Loix du Monde Physique et du Monde Moral (System der Natur oder von den Gesetzen der Physischen und Moralischen Welt). Im Titelblatt wird als Autor der vor zehn Jahren gestorbene Jean-Baptiste de Mirabaud, ein Mitglied der Académie française und als Verlagsort London genannt.
- Fortunato Bartolomeo De Felice beginnt in Yverdon-les-Bains in der Schweiz mit der Veröffentlichung der Encyclopédie d’Yverdon in französischer Sprache. Es handelt sich um ein wichtiges Folgewerk der Encyclopédie von Denis Diderot und Jean Baptiste le Rond d’Alembert. Im Unterschied zu anderen Folgewerken der Pariser Enzyklopädie ist die Encyclopédie d’Yverdon kein Nach- oder Raubdruck, sondern eine echte Neufassung. Felice lässt den Textkorpus von 34 Autoren redigieren, von denen 27 namentlich bekannt sind. Sie verbessern fehlerhafte Artikel, ergänzen unvollständige Artikel und fügen zahlreiche neue Artikel hinzu.
- Charles-Joseph Panckoucke erwirbt die Rechte an der Encyclopédie.

### Periodika
- Johann Christian Dieterich gibt im Vorfeld des Göttinger Hainbundes den ersten Göttinger Musenalmanach heraus. Begründet haben ihn Heinrich Christian Boie und Friedrich Wilhelm Gotter.
- Karl Gottlieb von Windisch gründet in Pressburg die moralische Wochenschrift Der vernünftige Zeitvertreiber. Dieses Beiblatt der Preßburger Zeitung knüpft unmittelbar an seine im Vorjahr eingestellte Vorgängerschrift, Der Freund der Tugend, an.
- Der seit 1745 erscheinende Wandsbecker Mercurius wird vom Hamburger Senat verboten. Heinrich Carl von Schimmelmann gründet daraufhin den ab 1771 erscheinenden Wandsbecker Bothen. Einziger Redakteur ist Matthias Claudius.

### Sonstiges

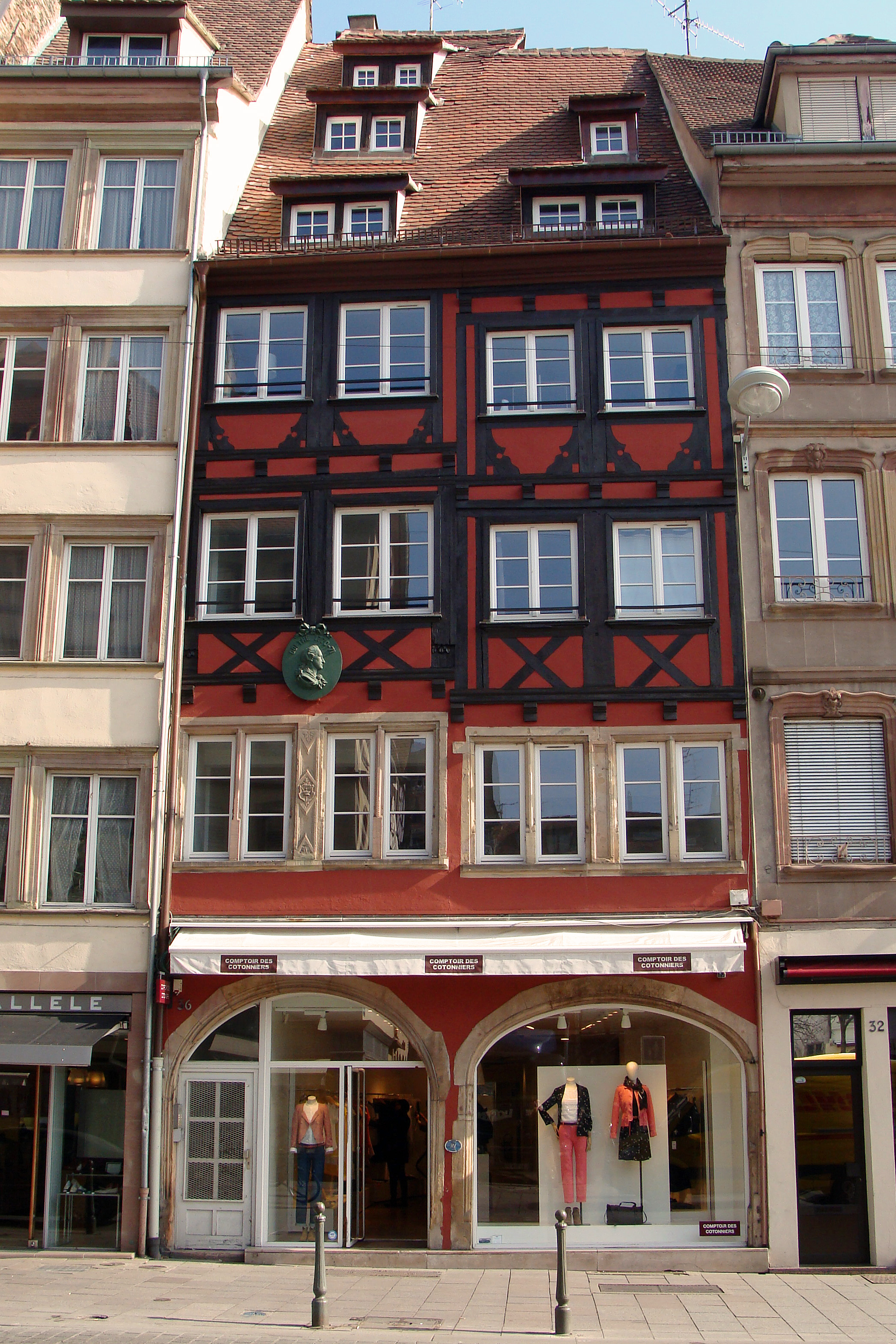
Goethes Wohnhaus in Straßburg, ehemals am Fischmarkt, jetzt Rue du Vieux Marché aux Poissons

- April Johann Wolfgang Goethe übersiedelt von Frankfurt ins französische Straßburg und setzt sein Studium an der dortigen Universität fort. An der deutschsprachigen Universität widmet er sich seinen juristischen Studien zielstrebiger als zuvor in Leipzig. In Straßburg lernt er auch Johann Gottfried Herder kennen.

## Geboren

### Geburtsdatum gesichert
- 14. Januar: Adam Jerzy Czartoryski, polnischer Dichter, Kulturmäzen und Staatsmann († 1861)
- 25. Februar: Adam Simons, niederländischer reformierter Theologe, Dichter, Rhetoriker und Historiker († 1834)
- 27. Februar: Don Juan Bautista Arriaza y Superviela, spanischer Staatsmann und Dichter († 1837)

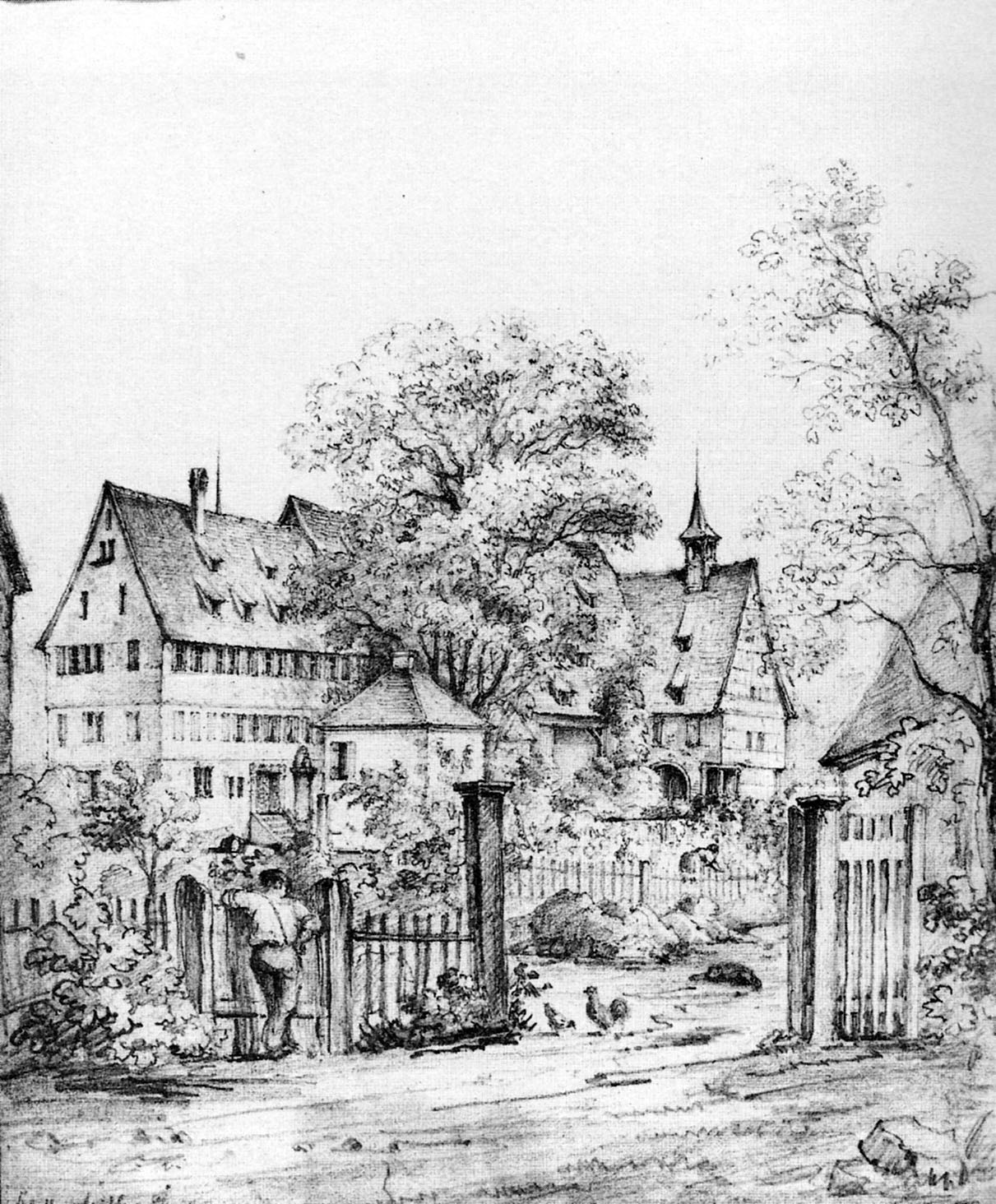
Hölderlins Geburtshaus auf einer Bleistiftzeichnung um 1800 von Julius Nebel

- 20. März: Friedrich Hölderlin, deutscher Dichter († 1843)
- 27. März: Sophie Mereau, deutsche Schriftstellerin († 1806)

- 5. April: Heinrich Behrmann, deutsch-dänischer Pädagoge, Sachbuchautor und Privatgelehrter († 1836)
- 7. April: William Wordsworth, britischer Dichter († 1850)
- 9. April: Johann Georg Kerner, württembergischer Arzt und Chronist der Französischen Revolution († 1812)
- 10. April: Joseph von Laßberg, deutscher Germanist und Schriftsteller († 1855)
- 11. April: Karl Gustav Friedrich Schwalbe, deutscher Lehrer und Schriftsteller († ?)
- 15. April: Jana Wynandina Gertrut d’Aubigny von Engelbrunner, deutsche Schriftstellerin, Sängerin und Musikpädagogin († 1847)

- 22. Juni: Wilhelm Traugott Krug, deutscher Philosoph († 1842)

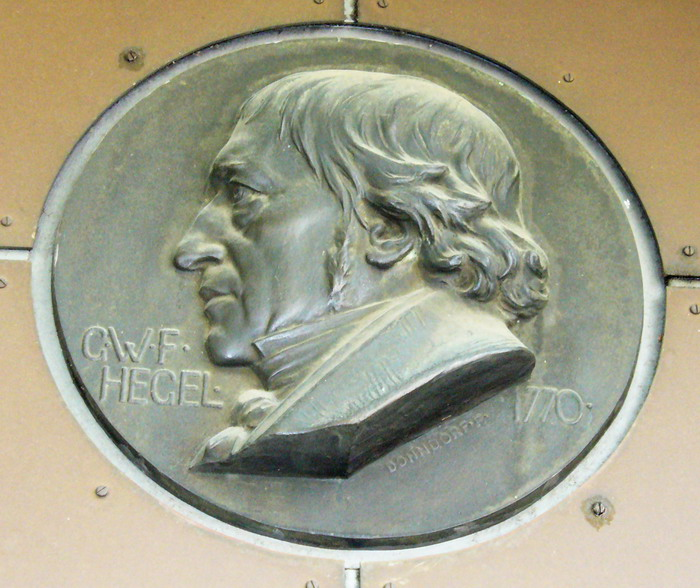
Plakette an Hegels Geburtshaus in Stuttgart

- 27. August: Georg Wilhelm Friedrich Hegel, deutscher Philosoph († 1831)

- 3. September: Johann Heinrich Karl Hengstenberg, preußischer Kirchenliederdichter († 1834)
- 6. September: Theodor Heinsius, deutscher Sprachforscher und Lexikograf († 1849)

- 20. Oktober: Antoine Jay, französischer Jurist und Schriftsteller († 1854)
- 27. Dezember: Carl Weisflog, deutscher Schriftsteller († 1828)

### Genaues Geburtsdatum unbekannt
- Vasile Aaron, rumänischer Dichter († 1822)
- Theodor Franz Thiriart, Kölner Buchdrucker und Verleger († 1827)

## Gestorben
- 23. Juni: Mark Akenside, englischer Arzt und Dichter (* 1721)
- 4. August: Johann Gottfried Gregorii alias Melissantes, deutscher Geograph, Kartographietheoretiker, Historiker, Genealoge, Volksaufklärer und barocker Autor (* 1685)
- 22. August: Johann Gottfried Lessing, deutscher lutherischer Theologe (* 1693)

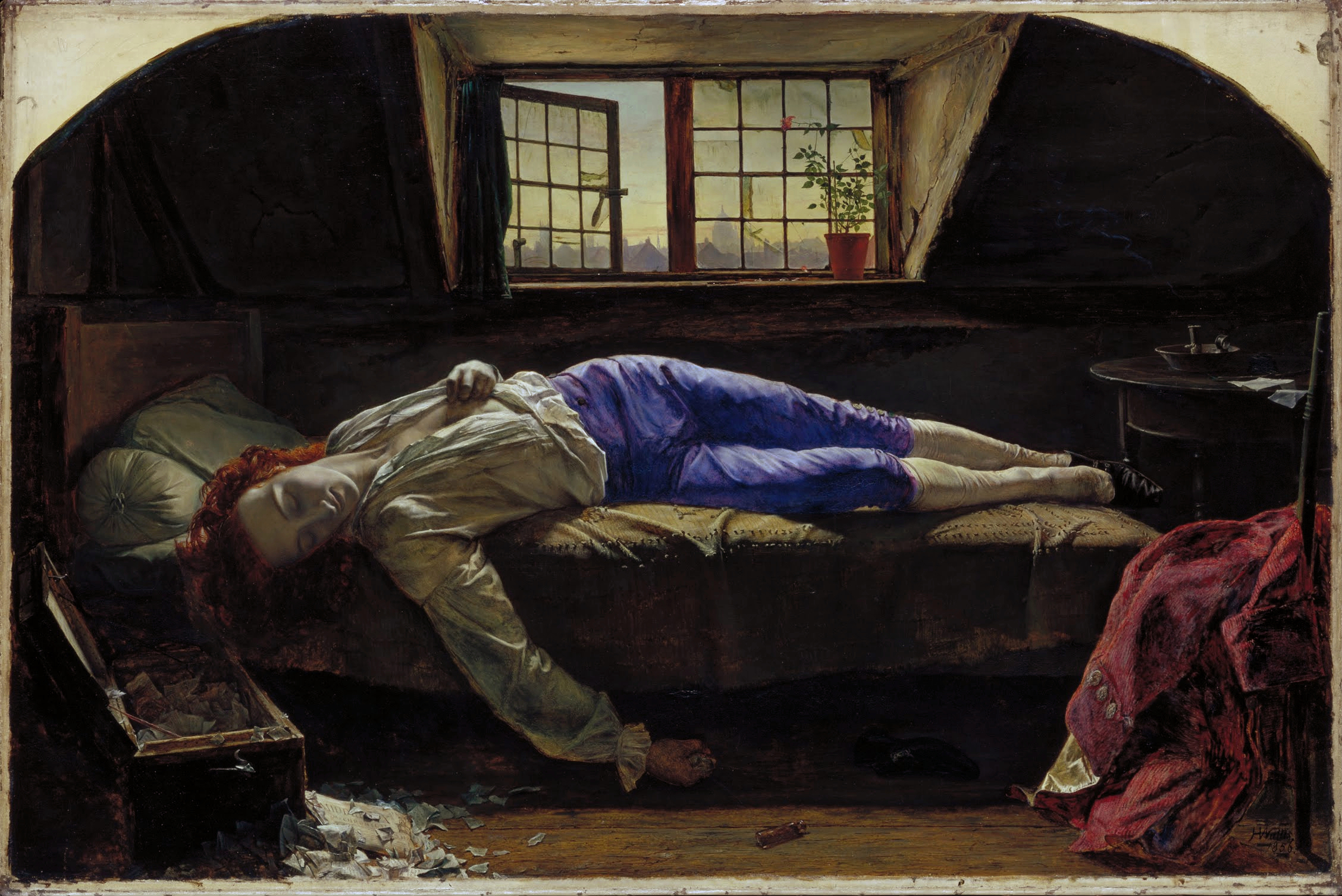
The Death of Chatterton
Gemälde von Henry Wallis, 1856

- 25. August: Thomas Chatterton, britischer Dichter (* 1752)

- 10. Oktober: Hieronymus Annoni, Schweizer reformierter Theologe und Kirchenliederdichter (* 1697)
- 23. November: Adam Rudolf Solger, deutscher evangelischer Geistlicher und Bibliothekar (* 1693)
- 24. November: Charles-Jean-François Hénault, französischer Schriftsteller und Historiker (* 1685)